# Альбатера
Альбатера (ісп. Albatera) — муніципалітет в Іспанії, у складі автономної спільноти Валенсія, у провінції Аліканте. Населення — 12 864 особи (1 січня 2022).

## Географія
Муніципалітет розташований на відстані близько 350 км на південний схід від Мадрида, 38 км на південний захід від Аліканте.

### Клімат
| Кліматограма муніципалітету Альбатера                                                          | Кліматограма муніципалітету Альбатера | Кліматограма муніципалітету Альбатера | Кліматограма муніципалітету Альбатера | Кліматограма муніципалітету Альбатера | Кліматограма муніципалітету Альбатера | Кліматограма муніципалітету Альбатера | Кліматограма муніципалітету Альбатера | Кліматограма муніципалітету Альбатера | Кліматограма муніципалітету Альбатера | Кліматограма муніципалітету Альбатера | Кліматограма муніципалітету Альбатера |
| ---------------------------------------------------------------------------------------------- | ------------------------------------- | ------------------------------------- | ------------------------------------- | ------------------------------------- | ------------------------------------- | ------------------------------------- | ------------------------------------- | ------------------------------------- | ------------------------------------- | ------------------------------------- | ------------------------------------- |
| С                                                                                              | Л                                     | Б                                     | К                                     | Т                                     | Ч                                     | Л                                     | С                                     | В                                     | Ж                                     | Л                                     | Г                                     |
| 26 13 4                                                                                        | 33 17 6                               | 36 21 8                               | 47 25 10                              | 16 31 13                              | 15 36 18                              | 4 38 21                               | 16 37 23                              | 43 32 17                              | 28 27 14                              | 63 19 8                               | 43 13 6                               |
| Середня макс. і мін. температури повітря (°C) Атмосферні опади (мм), за рік : 370 мм. Джерело: |                                       |                                       |                                       |                                       |                                       |                                       |                                       |                                       |                                       |                                       |                                       |

## Демографія
Динаміка населення (INE ):

## Галерея зображень

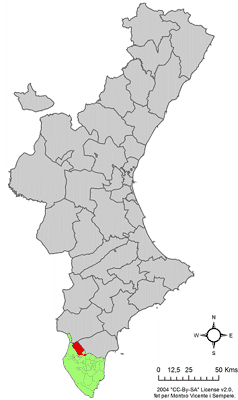
Розташування муніципалітету Альбатера у автономній спільноті Валенсія
Розташування муніципалітету Альбатера у комарці Вега-Баха-дель-Сегура